# 후야오방
후야오방(胡耀邦(중국어: 胡耀邦, 병음: Hú Yàobāng, 한자음: 호요방), 1915년 11월 20일~1989년 4월 15일)은 중화인민공화국의 군인 겸 정치인이다. 1981년부터 1982년까지는 중국공산당 중앙위원회 주석, 1981년부터 1989년까지는 중국공산당 중앙위원회 총서기을 역임했다.

## 경력

### 중국 공산당 입당
훗날 1952년에 중공 인민해방군 지상군 륙군 소좌 계급으로 전역한 후는, 그 혈통이 하카계 출신으로 후난 성 창사에서 출생했다. 일찍이 1928년 중국 공산주의 청년단(공청단)에 가입했고, 뒤이어 중국공산당에 입당하였다. 후에 마오쩌둥과 주더가 이끄는 홍군에 가담하여 초급장교로 복무하였다. 1931년부터 1935년까지 마오와 주더를 대신하여 당권을 장악한 친소련성향의 지도부("28인의 볼셰비키")는 마오에 충성하던 그의 성향을 불신하여 체포하여 사형을 선고하였다. 그러나 다른 중국공산당 지도부의 도움으로 석방되었고, 그후 장정에 참여하지 못할 뻔 했으나, 작전 중 부상을 입은 뒤 주위의 도움으로 후송되었다.

### 국민당 포로
이후 중국공산당 장궈타오 부대의 일원으로서 장정에 참가하였지만, 그의 부대가 중국 정부에 충성하는 회족 마부팡 군벌군에게 패해 포로가 되었다. 이후 마부팡의 영지에서 노역을 하다가, 다른 포로와 함께 탈주해서 공산당 지도부가 있던 옌안으로 복귀하였다.

### 중화인민공화국 정부 수립 이후
이후에도 계속 당에 연결된 정치장교로 홍군에서 복무하였고, 중화인민공화국 성립 이후에도 지방의 당과 행정기관을 오가며 일하다 1975년 중국과학원 부원장을 맡으며 중앙에 진출하였다. 1977년에는 중국공산당 조직부장을 맡으며 마오쩌둥 사후, 덩샤오핑의 지원을 받아 중국 최고 지도부의 한사람으로 떠올랐고, 그 와중이던 1981년에는 중국공산당 주석을 겸직하여 맡았다. 그와 동시에 1981년 6월 28일부터 8년 남짓을 덩샤오핑 치하에서 모종의 정치적 혜택을 얻기도 하였다. 1982년 6월 28일부터 1983년 3월 15일까지 중화인민공화국 과도정부 국가부원수 권한대행직도 잠시 지냈으며 이후 1983년 3월 15일을 기하여 우란푸(烏蘭夫)가 정식 후임 중공 국가부주석 취임하였고, 후는 1983년 3월 15일부터 1984년 6월 18일까지 중화인민공화국 국무원 제3대 명예외교고문 직을 잠시 지냈으며 이후 1983년 6월 18일을 기하여 리셴녠(李先念)이 정식 후임 중공 국가주석에 취임하였다. 이후 중국공산당 주석직이 폐지되고 총서기제가 도입되어 그는 계속 총서기를 맡았다. 1987년까지 5년을 총서기로 있은 뒤 퇴진했다. 후임 총서기는 자오쯔양이 맡았다.

### 중국공산당 중앙위원회 총서기
1980년 2월 29일에서부터 1980년 9월 3일까지 중국공산당 중앙위원회 총서기 직무대리 직을 지냈고 1980년 9월 3일에서부터 1980년 9월 10일까지 중국공산당 중앙위원회 총서기 직을 지낸 그는 이후 1980년 9월 10일에서부터 1981년 6월 15일까지는 중국공산당 중앙위원회 주석 직무대리 직을 지냈고, 1981년 6월 29일에서부터 1982년 9월 12일까지 중국공산당 중앙위원회 제3대 주석 직을 지냈으며, 1982년 9월 12일에서부터 1987년 1월 15일까지 중국공산당 중앙위원회 제5대 총서기 직을 지냈다.

## 사망
1989년에 심근경색으로 사망하였다.

## 중화인민공화국의 현재 평가
덩샤오핑의 중국 공산당의 개혁 개방 정권에서 마오쩌둥의 후기 노선과 화궈펑의 구 노선을 교정하는 데 있어서 중공의 최고 지도자 덩샤오핑 정권에 의해서 중화소비에트공화국, 옌안 공산당 정부, 중국 공산주의 청년단, 1976년 톈안먼 사건 등에 의한 덩의 후계 세력으로 간주되어 최고 지도부에 발탁되었다. 중공이 개혁개방의 길을 걷는 데 정치적으로 보조적 역할. 박해를 받았거나 반대로 박해를 가하는 데 연루된 중공 간부, 그외에도 사인방 심판 외로, 문혁 홍위병, 조반파 인민 대중들의 권익(명예) 회복 조치에 가담. 농촌 경제 개혁 등 초기 도시, 농촌 경제의 생산 관계 해방 개혁에 참여. 남부 연해 지역을 중심으로 한 상품 경제 개발에 참여. 경제 건설과 정치 안정을 아울러 중시한 덩샤오핑의 의중과 달리 혁명적 사회주의나, 청년 마오쩌둥주의 군중 노선으로 중국 공산당의 반부패 대중 운동, 중국 인민들의 정치 변혁 요구를 지도하고자 하였다.
| 전임 화궈펑 | 중국공산당 중앙위원회 총서기 1980년 2월 29일 ~ 1987년 1월 15일 | 후임 자오쯔양 |

| 전임 초대 | 중국 공산주의 청년단 중앙서기처 제1서기 1953년 7월 ~ 1978년 9월 | 후임 한잉 |

| 전임 장위펑 | 중국공산당 중앙조직부 부장 1977년 ~ 1978년 | 후임 쑹런충 |

| 전임 장핑화 | 중국공산당 중앙선전부 부장 1978년 12월 25일 ~ 1980년 3월 12일 | 후임 완런중 |

| 전임 화궈펑 | 제3대 중국 공산당의 주석 1981년 ~ 1982년 | 후임 없음 (폐지) |

| 전임 예젠잉 | 제3대 중화인민공화국 국무원 명예외교고문 1983년 3월 15일 - 1984년 6월 18일 | 후임 폐지 |

## 같이 보기
- 중화인민공화국의 역사